# 佐世保市立相浦中学校
佐世保市立相浦中学校（させぼしりつ あいのうらちゅうがっこう, Sasebo City Ainoura Junior High School）は、長崎県佐世保市川下町にある公立中学校。略称「相浦中（あいのうらちゅう）」また「相中（あいちゅう）」

## 概要
1947年（昭和22年）の学制改革（六・三制の実施）の際に新制中学校として開校した。2017年（平成29年）に創立70周年を迎えた。

### 校訓
「今日も明るく誠実に」

### 学校教育目標
「心豊かでたくましい生徒になろう」

### スローガン
「凡事徹底」

### 校章
丸（○）と三角形（△）を組み合わせたものを背景にして、中央に「中」の文字を置いている。

### 校歌
作詞は辻仁、作曲は鬼塚晴夫による。歌詞は5番まであり、校名は歌詞に登場しない。

## 沿革
- 1947年（昭和22年）4月1日 - 学制改革（六・三制の実施）が行われる。
  - 旧・相浦国民学校の初等科が改組され、「佐世保市立相浦小学校」が発足。
  - 旧・相浦国民学校の高等科と相浦青年学校の普通科が改組され、「佐世保市立相浦中学校」（現校名）が発足。
    - 当面の間、相浦小学校・旧相浦青年学校・相浦公会堂の建物を間借りして分散授業を行う。

  - 佐世保市立浅子小学校に佐世保市立相浦中学校浅子分校を併設。
- 1950年（昭和25年）
  - 5月3日 - 浅子分校が分離し、佐世保市立浅子中学校として独立。
  - 5月31日 - 新校舎が完成。
- 2001年（平成13年）4月1日 - 相浦中学校区の生徒増加緩和のため、佐世保市立日野中学校が分離独立。
- 2006年（平成18年）4月1日 - 2学期制となる。
- 2013年（平成25年）9月 - 完全給食を開始[2]。
- 2022年（令和4年）4月1日 - 3学期制となる[3]。

## 教育目標
「自ら学び、心豊かで、たくましい生徒」

## 部活動
- 運動部
  - バスケットボール部
  - 野球部
  - バレーボール部
  - サッカー部
  - ソフトテニス部
  - バドミントン部(女子のみ）
  - ハンドボール部
  - 陸上部
  - 卓球部
  - 剣道部（総合運動クラブ)
  - 柔道部（総合運動クラブ)
  - 空手道部（総合運動クラブ)
  - 水泳部（総合運動クラブ)

- 文化部
  - 吹奏楽部
  - 美術部

## 通学区域
- 佐世保市立相浦小学校校区（上相浦町、木宮町、愛宕町、竹辺町、新田町、小野町（一部）、川下町、母ヶ浦町、高島町）
- 佐世保市立相浦西小学校校区の一部（光町、棚方町、相浦町）

## 周辺
- 佐世保市役所相浦支所
- 長崎県警察 相浦警察署
- 佐世保西郵便局
- （私立）相浦幼稚園
- 佐世保市立上相浦保育所
- 佐世保市立相浦小学校
- 佐世保市立相浦西小学校
- 長崎県立佐世保特別支援学校
- 長崎県立大学佐世保校
- 佐世保市総合運動公園・総合グラウンド
- 佐世保市消防局西消防署
- 相浦川

## アクセス
- 最寄りの鉄道駅
  - 松浦鉄道（MR）西九州線「大学駅」
- 最寄りのバス停
  - 西肥バス（させぼバスも含む）「相浦中学校前」
- 最寄りの国道・県道
  - 長崎県道11号佐世保日野松浦線 - 西九州自動車道 佐々佐世保道路（無料区間）相浦中里ICに接続している。

## 著名な出身者
- 香田勲男（元プロ野球選手）
- 村田善則（元プロ野球選手）
- 城島健司（元プロ野球選手）
- 柏木寿志（野球選手）
- 濱洋一（作詞家、作曲家、編曲家、写真家、映像作家、音楽プロデューサー）